# Place du Griffon
La place du Griffon est une voie du quartier des pentes de la Croix-Rousse dans le 1er arrondissement de Lyon, en France.

## Situation et accès
Elle commence rue Saint-Claude et se termine rue du Griffon. Elle forme un triangle rectangle ombragé par un frêne avec quelques bancs de pierre. On y trouve un stationnement de véhicules pour personnes handicapées, un autre pour les livraisons et un stationnement cyclable.

## Origine du nom
Le nom de cette place vient d'une enseigne représentant un griffon.

## Histoire
La porte du Griffon se trouvait un peu plus haut que la rue Terraille, elle est démolie en 1539. Les rues de ce quartier sont ouvertes vers le XIVe siècle. On y trouve, dès le début, beaucoup de fabricants ou d'ouvriers de la soie. 
Le carrefour des rues Lorette, Saint-Claude et du Griffon devient la place du Griffon en 1866. Elle reçoit ce nom par décision municipal du 24 août 1866.